# Hubin (köping i Kina)
Hubin (kinesiska: 湖滨镇, 湖滨) är en köping i Kina. Den ligger i provinsen Shandong, i den östra delen av landet, omkring 120 kilometer nordost om provinshuvudstaden Jinan. Antalet invånare är 43 743. Befolkningen består av 21 376 kvinnor och 22 367 män. Barn under 15 år utgör 18,0 %, vuxna 15-64 år 70 %, och äldre över 65 år 11,0 %.
Genomsnittlig årsnederbörd är 698 millimeter. Den regnigaste månaden är juli, med i genomsnitt 278 mm nederbörd, och den torraste är januari, med 7 mm nederbörd.